# Битва на реке Фэйшуй
Битва на реке Фэйшуй — сражение между войсками империй Цзинь и Ранняя Цинь, происходившее в ноябре 383 года, исход которого надолго зафиксировал разделение китайских земель на Север и Юг.

## Предыстория
В 304 году хуннский шаньюй Лю Юань провозгласил независимость от империи Цзинь и основал государство Северная Хань. В 311 году хунну захватили Чанъань и цзиньскую столицу Лоян и пленили императора Хуай-ди. В 312 году цзиньские войска отбили Чанъань и новым императором был провозглашён Минь-ди. В 316 году хунну вновь захватили Чанъань, и убили также и Минь-ди. Его дальний родственник Сыма Жуй провозгласил себя цзиньским императором уже в далёком Цзянькане, а на землях северного Китая одно за другим сменяли друг друга Шестнадцать варварских государств.
В 350 году возникло государство Ранняя Цинь, которое постепенно захватило все северокитайские земли. Весной 383 года цзиньский полководец Хуань Чун (младший брат Хуань Вэня) попытался отбить Сянъян, но был отбит циньскими войсками. В ответ циньский император Фу Цзянь (II) объявил о мобилизации 6 из каждых 10 годных к службе человек, а также приготовился ввести в бой свою 30-тысячную личную гвардию. Утверждается, что в результате в армии Ранней Цинь оказалось 700 тысяч пехотинцев и 270 тысяч всадников.
В конце лета Фу Цзянь отправил в наступление на Цзинь своего брата Фу Жуна во главе 300-тысячного войска, а позднее сам выступил из Чанъаня с остальными силами. Наступление велось по всей циньско-цзиньской границе, но основной удар наносился по Шоучуню на реке Хуайхэ. Цзиньский император Сяоу-ди немедленно принял меры для защиты: Хуань Чуну была поручена оборона среднего течения Янцзы, а против наступающих на Шоучунь циньских войск была отправлена элитная 80-тысячная армия под командованием Се Ши и Се Сюаня.

## Ход сражения
В ноябре 383 года два войска сошлись у речки Фэйшуй (приток Хуайхэ) в юго-восточной части современного уезда Шоусянь провинции Аньхой. Войска Ранней Цинь встали лагерем к западу от реки, а цзиньские войска — к востоку от неё. В связи с тем, что в предшествующих стычках цзиньские войска громили противников, а также из-за того, что они вытянулись в линию вдоль реки, Фу Цзянь переоценил противника, и считал цзиньские силы примерно равными своим.
В связи с тем, что речка мешала двум армиям сойтись в битве, Се Сюань отправил Фу Цзяню предложение, чтобы тот немного отвёл свои войска назад: тогда цзиньские войска смогли бы переправиться и развернуться для боя. Несмотря на протесты своих генералов, Фу Цзянь согласился на предложение, рассчитывая атаковать цзиньскую армию в момент переправы. Однако неожиданное отступление, а также тайная работа цзиньских агентов по подкупу циньских командующих сделали своё дело: деморализованные циньские войска запаниковали, и бросились бежать, а переправившиеся цзиньские войска тут же начали их преследовать. В результате огромная армия Ранней Цинь, составленная из людей разных национальностей, недавно призванных из разных мест, развалилась под ударом гораздо меньшей по размеру армии империи Цзинь, состоявшей из опытных профессионалов.

## Итоги и последствия
Известия о страшном поражении на реке Фэй стали толчком, вызвавшим развал Ранней Цинь: из неё тут же выделились Поздняя Янь, Западная Янь и Поздняя Цинь, начавшие делить между собой земли бывшего сюзерена. К середине V века северокитайские земли были в итоге объединены государством Северная Вэй, однако раскол китайских земель на Юг и Север сохранялся до конца VI века.